# Rhammatocerus viatorius
Rhammatocerus viatorius är en insektsart som först beskrevs av Henri Saussure 1861.  Rhammatocerus viatorius ingår i släktet Rhammatocerus och familjen gräshoppor.

## Underarter
Arten delas in i följande underarter:
- R. v. viatorius
- R. v. cyanomerus